# 巴朗格伊尔
巴朗格伊尔（Balangir），是印度奥里萨邦Balangir县的一个城镇。总人口85203（2001年）。

## 人口
该地2001年总人口85203人，其中男性44186人，女性41017人；0—6岁人口9158人，其中男4760人，女4398人；识字率73.76%，其中男性为80.74%，女性为66.24%。